# Hiperinflação

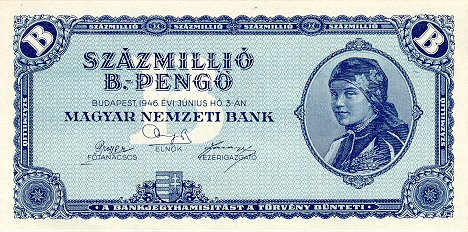
Nota de 100 quintilhões (10^{20}) de pengő, a nota com maior valor numérico já emitida, Hungria, 1946. Notas de 1 sextilhão de pengő foram impressas, mas nunca emitidas. O acréscimo de zeros é sinal da desvalorização do poder de compra de uma moeda.

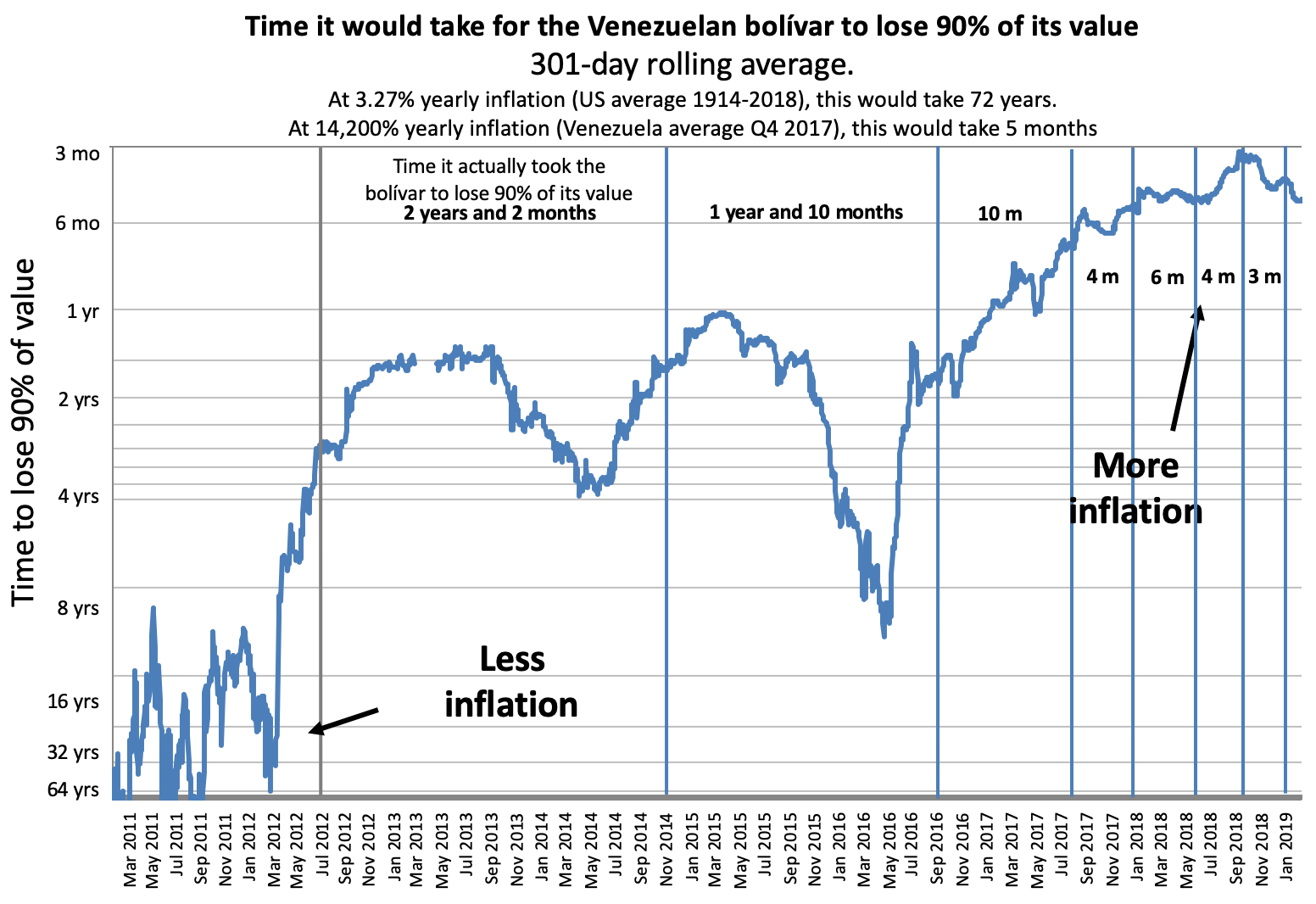
A hiperinflação na Venezuela representada pelo tempo que levaria para o dinheiro perder 90% de seu valor (média móvel de 301 dias, escala logarítmica invertida)

Na economia, a hiperinflação é uma inflação muito alta e normalmente acelerada. Ela corrói rapidamente o valor real da moeda local, à medida que os preços de todos os bens aumentam. Isso faz com que as pessoas mudem para moedas estrangeiras mais estáveis, como o dólar americano. Quando medidos em moedas estrangeiras estáveis, os preços normalmente permanecem estáveis.
Ao contrário da inflação baixa, onde o processo de aumento de preços é prolongado e geralmente não é perceptível, exceto pelo estudo dos preços de mercado anteriores, a hiperinflação é um aumento rápido e contínuo nos preços nominais, no custo nominal dos bens e na oferta de moeda. Normalmente, no entanto, o nível geral de preços aumenta ainda mais rapidamente do que a oferta de dinheiro, à medida que as pessoas tentam se livrar da desvalorização da moeda o mais rápido possível. À medida que isso acontece, o estoque real de dinheiro (ou seja, a quantidade de dinheiro circulante dividido pelo nível de preços) diminui consideravelmente.
Quase todas as hiperinflações foram causadas por déficits orçamentários do governo financiados pela criação de moeda. A hiperinflação é frequentemente associada a algum estresse no orçamento do governo, como guerras ou suas consequências, convulsões sociopolíticas, colapso na oferta agregada ou nos preços de exportação ou outras crises que dificultam a arrecadação de impostos pelo governo. Uma queda acentuada na receita tributária real, juntamente com uma forte necessidade de manter os gastos do governo, associado a uma incapacidade ou falta de vontade de emprestar, pode levar um país à hiperinflação.

## Definição
Em 1956, Phillip Cagan escreveu The Monetary Dynamics of Hyperinflation, o livro muitas vezes considerado como o primeiro estudo sério da hiperinflação e seus efeitos (embora The Economics of Inflation de C. Bresciani-Turroni sobre a hiperinflação alemã tenha sido publicado em italiano em 1931). Em seu livro, Cagan definiu um episódio hiperinflacionário como começando no mês em que a taxa de inflação mensal excede 50% e termina quando a taxa de inflação mensal cai abaixo de 50% e permanece assim por pelo menos um ano. Os economistas geralmente seguem a descrição de Cagan de que a hiperinflação ocorre quando a taxa de inflação mensal excede 50% (isso equivale a uma taxa anual de 12.874,63%).
O International Accounting Standards Board emitiu orientações sobre regras contábeis em um ambiente hiperinflacionário. Ele não estabelece uma regra absoluta sobre quando surge a hiperinflação, mas lista fatores que indicam a existência de hiperinflação:
- A população em geral prefere manter sua riqueza em ativos não monetários ou em uma moeda estrangeira relativamente estável. As quantias de moeda local detidas são imediatamente investidas para manter o poder de compra;
- A população em geral considera os montantes monetários não em termos de moeda local, mas em termos de uma moeda estrangeira relativamente estável. Os preços podem ser cotados nessa moeda;
- As vendas e compras a prazo ocorrem a preços que compensam a perda esperada de poder aquisitivo durante o período de crédito, mesmo que o prazo seja curto;
- As taxas de juros, salários e preços estão vinculados a um índice de preços; e
- A taxa de inflação acumulada ao longo de três anos aproxima-se ou excede 100%.

## Histórico

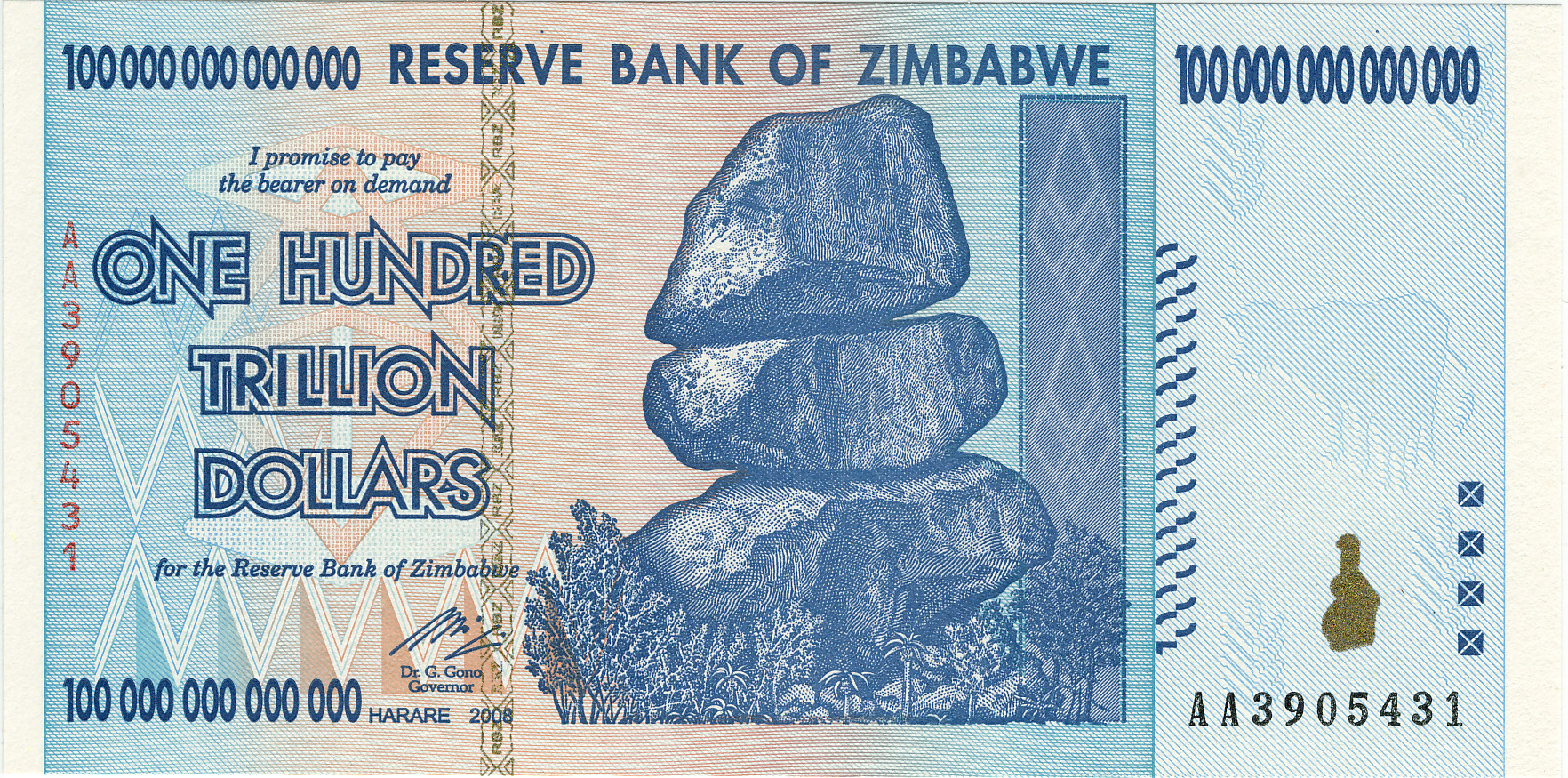
Uma nota de Cem trilhões de dólares do Zimbábue de 2009

A hiperinflação não é uma novidade. Em diversos países e outros períodos históricos foram conhecidos também processos inflacionistas extraordinários. O mais estudado de todos eles é o sofrido pela Alemanha depois da Primeira Guerra Mundial. A obrigação de pagar fortes indenizações às nações vencedoras e a caótica situação interna que impedia obter pela via fiscal os ingressos necessários, induziram a República de Weimar a financiar-se imprimindo papel moeda sem nenhuma contenção. Entre janeiro de 1922 e dezembro de 1923 a taxa acumulada de inflação ascendeu a um bilhão por cento. No ano de 1923 a situação alcançou um nível tão grande que os trabalhadores das fábricas recebiam a diária antecipada e davam o dinheiro a suas esposas para que fossem no mercado comprar tudo o que puder comprar.
Ainda mais grave foi a hiperinflação sofrida pela Hungria imediatamente depois da Segunda Guerra Mundial. Os preços se multiplicaram por mais de 1027 em doze meses, multiplicando-se duas vezes cada dia. Países como Rússia, Peru, Bolívia, Polônia, Áustria, Grécia, China, Argentina e mais recentemente Equador, Iugoslávia também tiveram hiperinflação.

### Alemanha

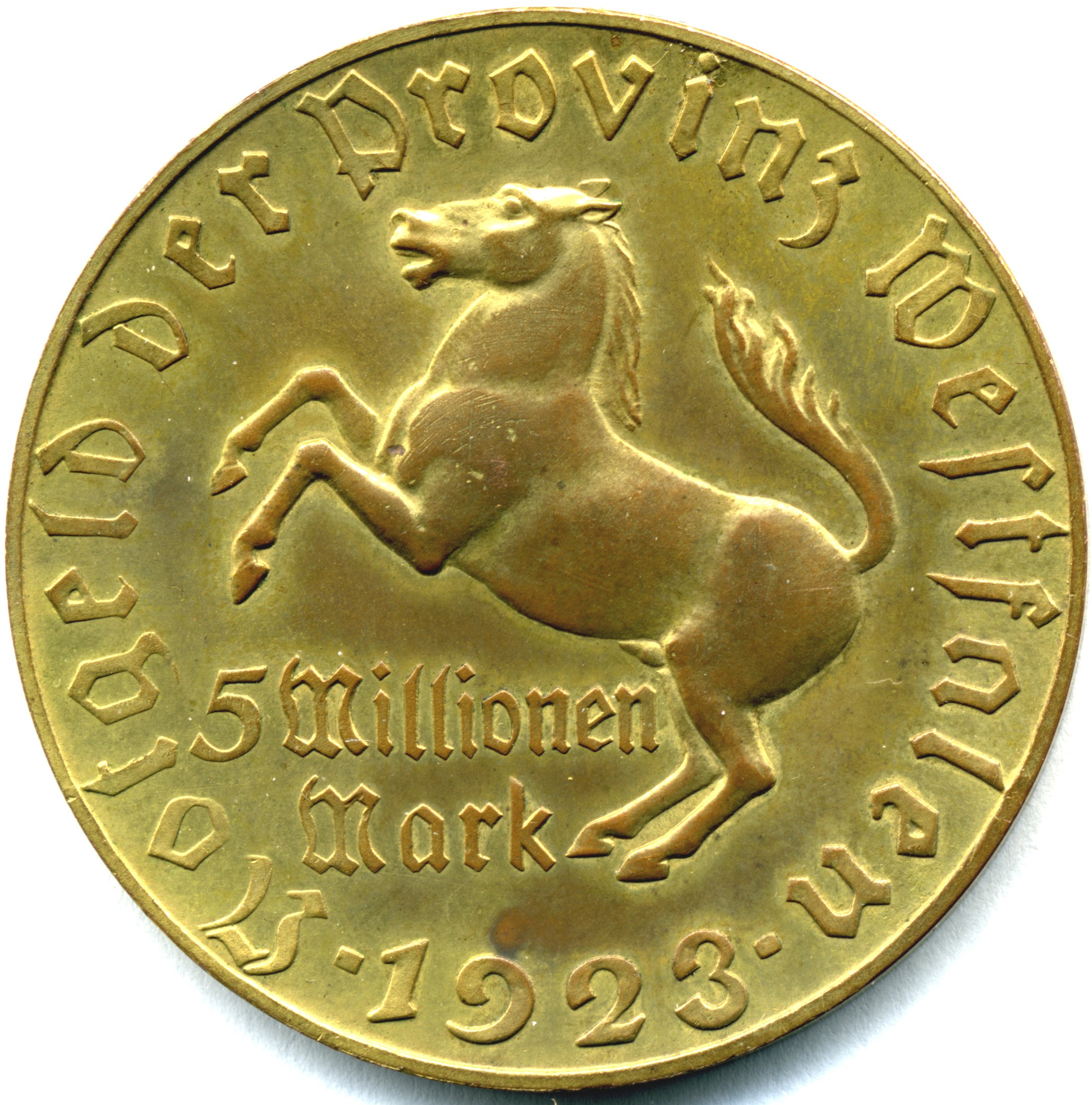
Uma moeda de 5 milhões de marcos valeria US$ 714,29 em janeiro de 1923, mas valia apenas cerca de um milésimo de um centavo em outubro de 1923

O governo recém eleito da jovem república de Weimar queria atender a todos os desejos de seus eleitores, mas não havia receitas de impostos suficientes para isso, então o mesmo recorreu a impressora de dinheiro, a república ainda tinha que pagar reparações de guerra astronômicas aos países vencedores e teve partes de seus territórios produtivos ocupados pelos países vencedores, deixando o estado debilitado.

### América Latina

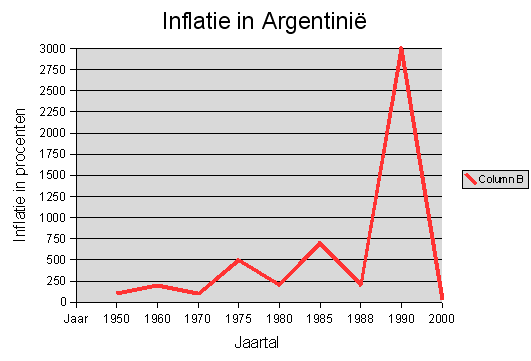
Gráfico da hiperinflação na Argentina

A hiperinflação latino-americana nunca alcançou essas taxas extremas, mas já foram muito mais perduráveis no tempo. A taxa média de inflação anual durante o período 1978-1987, por exemplo, foi de:
- 166% para o Brasil
- 257% para a Argentina
- 602% para a Bolívia
- 2 776% para o Peru (Alan García)
- 3 710% para o México (Miguel de la Madrid Hurtado)

Mas não foram as propostas estruturalistas senão as mais clássicas (restrição monetária e contenção do gasto público) as que conseguiram deter a espiral inflacionária. Isso sim, com efeitos muito desagradáveis para a população desses países. De fato, como consequência das repercussões de algumas políticas anti-inflacionistas excessivamente rígidas, no final dos anos 1980 ocorreram em vários países sul-americanos (Argentina, Peru, entre outros) motins espontâneos com assalto a lojas de alimentação por multidões procedentes dos bairros mais pobres. A cultura popular no México atribui a derrota do Partido Revolucionário Institucional (PRI) nas eleições do ano 2000 em parte às más políticas presidenciais diante da inflação e desvalorização que açoitaram aquele país em 1994, sob a presidência de Ernesto Zedillo Ponce de León.
Recentemente, a inflação na Venezuela passou da casa de um milhão porcento ao ano durante o ano de 2018. Estima-se que ela possa passar dos dez milhões por cento no ano de 2019.

#### Brasil

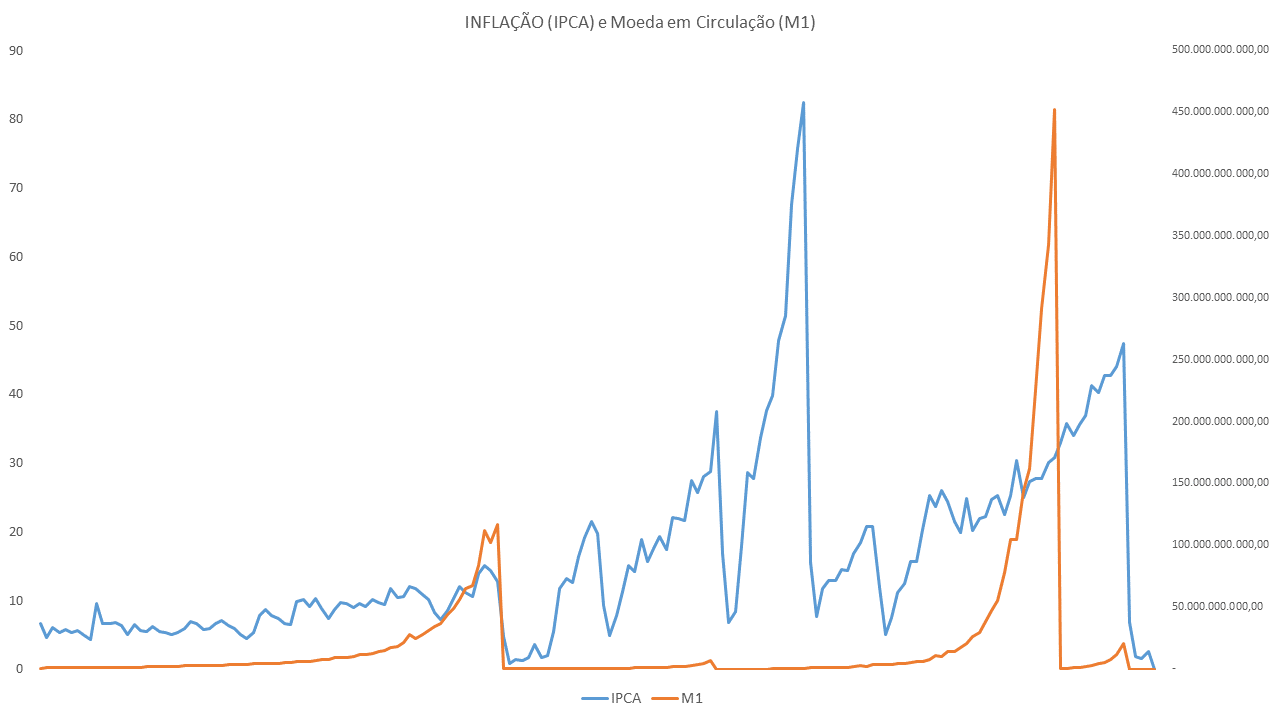
Base Monetária (M1) e Inflação Mensal no Brasil, a inflação cai de forma brusca devido aos vários congelamentos de preços e a base monetária devido aos sucessivos cortes de zeros na moeda.

A Hiperinflação no Brasil ocorreu durante o período da década de 80 e 90, terminando só em 1994 com o Plano Real. A inflação atingiu 2 708% em 1993 e apenas nos 10 anos anteriores ao Plano Real, a moeda do país teve cinco mudanças de denominação.
Cabe destacar que a moeda já havia passado por uma redenominação em 1942, onde o mil-réis foi substituído pelo cruzeiro na paridade de 1 mil-réis por cruzeiro e mais tarde, em 13 de novembro de 1965, foi estabelecido pelo decreto-lei nº 1 a instituição do cruzeiro novo, destinado a substituir o cruzeiro então circulante na razão de 1000 cruzeiros antigos para 1 cruzeiro novo, sendo que a denominação cruzeiro novo veio a se tornar uma denominação transitória usada apenas até que as novas cédulas do padrão emitidas pela Casa da Moeda do Brasil viessem a ser colocadas em circulação, o que veio a ocorrer apenas em 15 de maio de 1970.
Quando da instituição do cruzeiro novo, o Banco Central do Brasil já havia sido criado por meio do decreto 4.595, de 31 de dezembro de 1964 e ficou responsável pela colocação de cédulas similares as então circulantes com carimbos de equivalência nos valores de 1, 5, 10 e 50 centavos, 1, 5 e 10 cruzeiros novos, que viriam a junto as moedas centesimais colocadas em circulação a partir de 1968, sendo que tais cédulas, junto a outras cédulas então circulantes do padrão anterior, vieram a ser retiradas de circulação e a perder seu valor legal entre 1972 e 1975.
Em 1978 foi lançada a cédula de 1000 cruzeiros, a primeira cédula da segunda família de cédulas, que viria a ser base para as novas cédulas que viriam a circular a partir de 1981, sendo que as duas famílias, que tiveram seu design sob a responsabilidade de Aloísio Magalhães, as únicas a circularem no Brasil entre a retirada das últimas cédulas do primeiro cruzeiro (e as similares com o carimbo de equivalência em cruzeiros novos) de circulação em 1975 até o segundo semestre de 1984, quando foram lançadas as duas primeiras cédulas da terceira família do cruzeiro, nos valores de 10 mil e 50 mil cruzeiros, sucedida pelo lançamento da cédula de 100 mil cruzeiros e pelas moedas da terceira família nos valores de 100, 200 e 500 cruzeiros no ano seguinte.
Em 1986, ocorreu a primeira redenominação após o fim do regime militar, ocorrida por meio do Plano Cruzado, implantado pelo governo Sarney, onde a partir do dia 28 de Fevereiro de 1986, 1000 cruzeiros então circulantes passaram a valer 1 cruzado, sendo que as moedas então circulantes, exceto as de 1 e 5 cruzeiros que vieram a perder o valor legal, passaram a ter equivalência na nova moeda, com as cédulas e moedas com valor nominal de 10, 20, 50, 100, 200 e 500 cruzeiros seguindo em circulação até 1987 e os demais valores inferiores a 10 mil cruzeiros permanecendo válidos até 1989.
Na ocasião, as cédulas da terceira família do cruzeiro, nos valores de 10 mil, 50 mil e 100 mil cruzeiros vieram a receber um carimbo circular com os dizeres Banco Central do Brasil e os valores de 10, 50 e 100 cruzados respectivamente, sendo emitidas mais adiante novas cédulas similares as mesmas com a nova denominação que vieram a acompanhar a cédula de 500 cruzados lançada em 1986 e a de 1000 cruzados lançada em 1987, bem como as cédulas de 5000 e 10000 cruzados, que viriam a ser lançadas no segundo semestre de 1988.
Ainda sob a égide do Plano Cruzado, foram lançadas em 1986 as moedas entre 1 centavo e 5 cruzados destinadas a substituir as moedas e as cédulas da segunda família do cruzeiro, bem como as moedas da terceira família do cruzeiro lançadas no ano anterior. Tais moedas foram complementadas no ano seguinte pela moeda de 10 cruzados lançada em 1987.
Em 1989, foi lançado o Plano Verão, onde na segunda redenominação monetária após o fim do regime militar se instituiu o cruzado novo com equivalência a mil cruzados, tendo as três últimas cédulas do cruzado, nos valores de 1000, 5000 e 10000 cruzados recebendo o carimbo de equivalência no formato triangular com os valores de 1, 5 e 10 cruzados novos respectivamente. As cédulas da segunda família do cruzeiro e as moedas então circulantes, com exceção da moeda de 10 cruzados, vieram a perder o valor. Ainda em 1989, foram lançadas moedas com o propósito de substituir as cédulas então circulantes nos valores abaixo de 1 cruzado novo e cédulas novas nos valores de 50, 100 e 200 cruzados novos, que vieram a ser complementadas pela cédula de 500 cruzados novos em 1990.
Em 1990, por meio do Plano Collor, houve a terceira redenominação monetária da nova república com 1 cruzeiro valendo 1 cruzado novo, sendo que grande parte dos depósitos em cruzados novos foram confiscados e só devolvidos (salvo em casos excepcionais) de forma parcelada 18 meses depois. As cédulas lançadas em 1989 e 1990  vieram a receber o carimbo de equivalência em cruzeiros na razão de 1 pra 1, sendo que as antigas moedas de 10 cruzados e as denominações lançadas em período anterior ao Plano Cruzado foram desmonetizadas já na ocasião, com as demais cédulas do antigo padrão cruzado sendo também desmonetizadas no decorrer do ano de 1990. As cédulas do padrão cruzado novo, com exceção do valor de 50 cruzados novos, vieram a ser emitidas excepcionalmente na nova denominação. Em complemento a elas, vieram a ser lançadas as cédulas de 1.000 e 5.000 cruzeiros em 1990. 10.000 e 50.000 cruzeiros em 1991, 100.000 cruzeiros em 1992 e 500.000 cruzeiros em 1993.
Em 1990 ainda, foram lançadas moedas nos valores de 1, 5, 10 e 50 cruzeiros, sendo que com exceção do valor de 1 cruzeiro, as demais vieram a ser emitidas até 1992, ocasião na qual as cédulas de 50 e 100 cruzados novos, bem como as cédulas de 100 cruzeiros baseada na antiga cédula de 100 cruzados novos vieram a perder o valor, sendo que em tal época começaram a ser emitidas as moedas de 100 e 500 cruzeiros, que viriam a ser seguidas pela moeda de 1.000 cruzeiros e pela moeda comemorativa de 5.000 cruzeiros ainda em 1992.
Em 1993, foi feita a quarta redenominação monetária da nova república com o cruzeiro real, moeda transitória equivalente a 1000 cruzeiros então circulantes, denominação esta que perdurou durante menos de um ano em circulação. Tal denominação viria a ser composta pelas cédulas de 50, 100 e 500 mil cruzeiros carimbadas com os valores de 50, 100 e 500 cruzeiros reais respectivamente, com a família de cédulas sendo complementadas pelas novas cédulas nos valores de 1.000 e 5.000 cruzeiros reais no mesmo ano e pela de 50.000 cruzeiros reais em 1994 bem como por moedas lançadas nos valores de 5, 10, 50 e 100 cruzeiros reais em 1993, que também viriam a ser as últimas moedas a circular antes da entrada do real em circulação.
O Real, que viria a ser a quinta redenominação monetária da nova república, viria a entrar em circulação no dia 01 de julho de 1994, tendo como base de conversão a URV do dia 30 de junho de 1994, que teve o valor de 2.750 cruzeiros reais ou 2.750.000 cruzeiros de 1990 a 1993 ou ainda 2.750.000.000.000 cruzeiros do início da nova república.

### Hungria
A maior hiperinflação da história foi registrada na Hungria, logo após a Segunda Guerra Mundial, quando sua moeda era o pengő. À época, o país registrou uma taxa de inflação mensal de 41 900 000 000 000 000%, ou 207% ao dia. Assim, os preços duplicavam a cada 15 horas.

### Iugoslávia

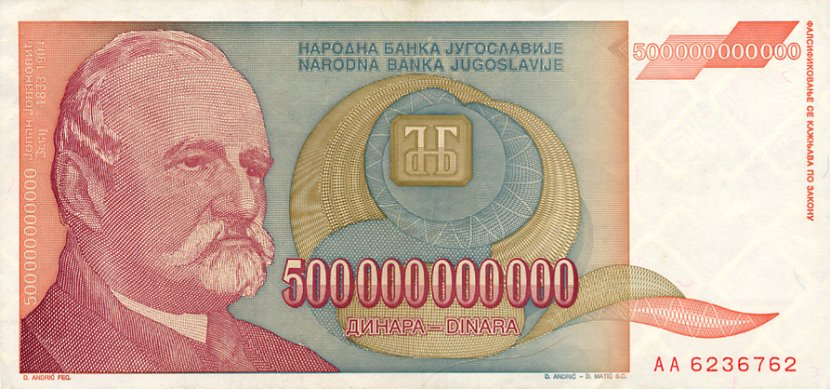
Nota de 500 bilhões de dinars da Iugoslávia. A hiperinflação cria notas de valores muito altos

Entre 1993 e 1994 a Iugoslávia viveu sua pior crise inflacionária. O aumento de preços chegou a uma taxa de 313 milhões por cento ao mês, ou 64,6% ao dia. A cada dia e meio os produtos dobravam de valor.

### Zimbábue
Em 2008, a economia do Zimbábue viveu um surto hiperinflacionário que foi um dos maiores da história e o primeiro registrado no século XXI, chegando a 231 000 000% no ano em 2008.

### Dez maiores hiperinflações
| Taxas de inflação mensais mais altas da história | Taxas de inflação mensais mais altas da história | Taxas de inflação mensais mais altas da história | Taxas de inflação mensais mais altas da história | Taxas de inflação mensais mais altas da história | Taxas de inflação mensais mais altas da história | Taxas de inflação mensais mais altas da história | Taxas de inflação mensais mais altas da história |
| #                                                | País                                             | Moeda                                            | Mês com maior taxa de inflação                   | Maior taxa de inflação mensal                    | Taxa de inflação diária equivalente              | Tempo necessário para os preços dobrarem         | Denominação mais alta                            |
| ------------------------------------------------ | ------------------------------------------------ | ------------------------------------------------ | ------------------------------------------------ | ------------------------------------------------ | ------------------------------------------------ | ------------------------------------------------ | ------------------------------------------------ |
| 1                                                | Hungria                                          | Pengő                                            | Julho de 1946                                    | 4,19×1016 %                                      | 207,19%                                          | 15,6 horas                                       | 100 Quintilhões (1020)                           |
| 2                                                | Zimbabwe                                         | Dólar do Zimbábue                                | Novembro de 2008                                 | 7,96 × 1010 %                                    | 98,01%                                           | 24,7 horas                                       | 100 Trilhões (1014)                              |
| 3                                                | Yugoslavia                                       | Dinar iugoslavo                                  | Janeiro de 1994                                  | 3,13 × 108 %                                     | 64,63%                                           | 1,4 dias                                         | 500 Bilhões (5×1011)                             |
| 4                                                | Republika Srpska                                 | Dinar da Republika Srpska                        | Janeiro de 1994                                  | 2,97 × 108 %                                     | 64,3%                                            | 1,41 dias                                        | 10 Bilhões (10×1010)                             |
| 5                                                | Alemanha (República de Weimar)                   | Marco de papel                                   | Outubro de 1923                                  | 29,500%                                          | 20,87%                                           | 3,7 dias                                         | 100 Trilhões (1014)                              |
| 6                                                | Grécia                                           | Dracma                                           | Outubro 1944                                     | 13,800%                                          | 17,84%                                           | 4,3 dias                                         | 100 Bilhões (1011)                               |
| 7                                                | China                                            | Yuan                                             | Abril de 1949                                    | 5,070%                                           | 14,1%                                            | 5,34 dias                                        | 6 Bilhões                                        |
| 8                                                | Armenia                                          | Dram arménio e Rublo russo                       | Novembro de 1993                                 | 438%                                             | 5,77%                                            | 12,5 dias                                        | 50,000 (rublos)                                  |
| 9                                                | Turcomenistão                                    | Manate do Turcomenistão                          | Novembro de 1993                                 | 429%                                             | 5,71%                                            | 12,7 dias                                        | 500                                              |
| 10                                               | Taiwan                                           | Yen taiwanês                                     | Agosto de 1945                                   | 399%                                             | 5,50%                                            | 13,1 dias                                        | 1,000                                            |